# 奥古斯特·倍倍尔
奥古斯特·费迪南德·倍倍尔（德語發音：[aʊ̯ˈɡʊst ˈfɛʁdinant ˈbeːbl̩]；1840年2月22日—1913年8月13日），德国社会民主党领袖。

## 生平
倍倍尔，生于科隆多伊茨的士官家庭。少年時代，於萊比錫從事木工。1860年，倍倍尔改行車工，製作喇叭按鈕。1861年，加入莱比锡职工教育协会。受到拉萨尔作品影響下，倍倍尔逐漸左傾。
1865年，认识威廉·李卜克内西。1866年，加入第一国际。1867年，在爱森纳赫代表大會上，反對繼任拉薩爾的新任主席施魏策爾，遂與李卜克内西創建萨克森人民党；同年，當選北德意志邦聯議員。1869年，与李卜克内西共創德国社会民主党的前身德国社会民主工党。1870年普法戰爭爆发后，倍倍尔反對戰爭，支持巴黎公社。1872年，倍倍尔在不伦瑞克被指控准备叛国罪，被判入狱两年，并因侮辱德国皇帝而被判入狱9个月。
1875年，获释后，倍倍尔在哥达代表大会上整合了在他监禁期间成立的社会民主党派。在萊比錫，倍倍尔在議會中推動通過社會主義法律，獲選為薩克森議員。当莱比锡宣布戒严时，倍倍尔遭到放逐，并于1886年，因参加秘密結社处9个月监禁。1880年代末期，参与创建第二国际。1891年和1894年的两次党代会上，批判福尔马尔的改良路線。1899年，漢諾威代表大會上，倍倍尔譴責伯恩施坦的修正主義。1900年，批評八國聯軍在中國的作為。

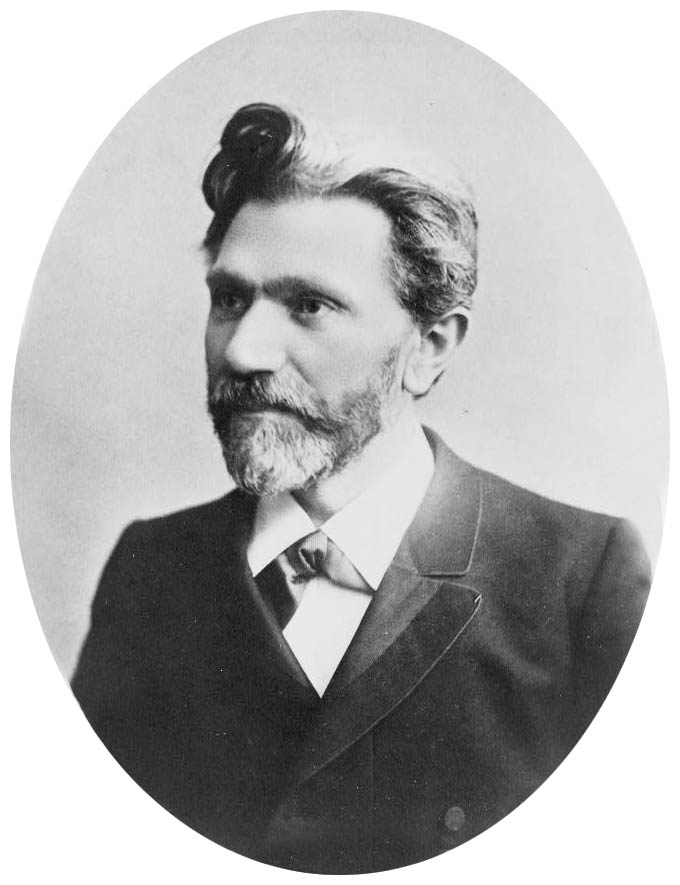
奥古斯特·倍倍尔

### 纪念

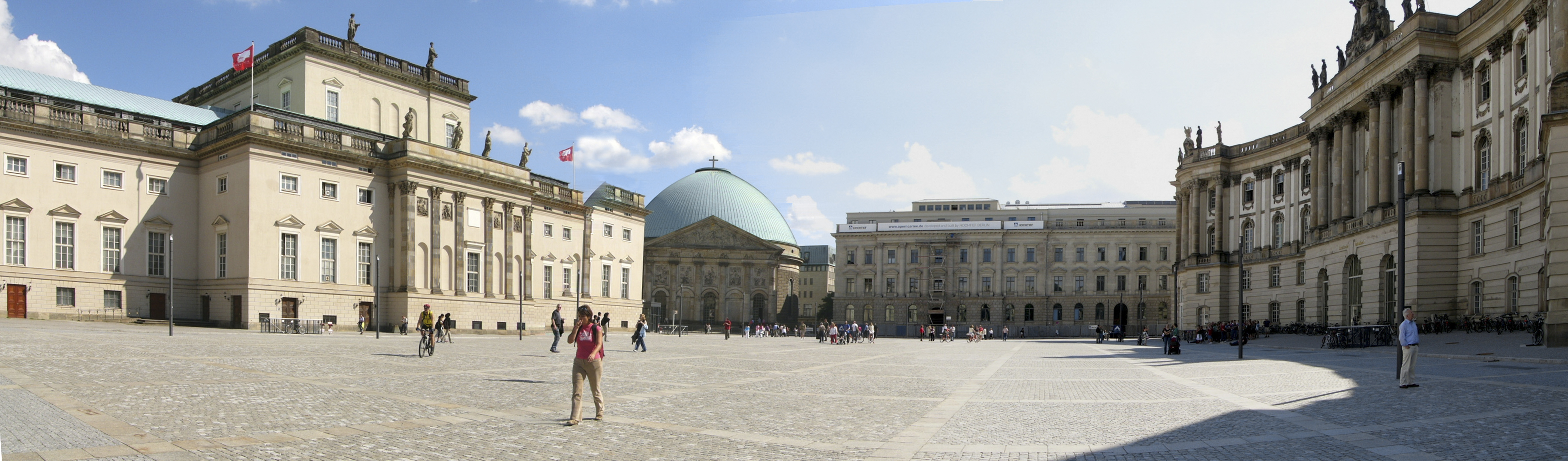
从菩提树下大街看到的倍倍尔广场全景，左侧是柏林州立歌剧院，正上方是圣黑德维希主教座堂，右侧是洪堡大学法学院的老图书馆

第二次世界大战后1947年8月，德国柏林市中心的“弗朗茨·约瑟夫皇帝广场”被命名为倍倍尔广场。
東德亦有數條街道以倍倍尔命名，並發行紀念郵票。

## 作品

### 專著
- 《婦女與社會主義》（1879年）
- 《我的一生》（1911年）

### 演講
- 《社会民主党与反犹主义——1893年在科隆党代会上的讲话》（1893年）

## 外部連結
- August Bebel的作品  - 古騰堡計劃
- 互联网档案馆中奥古斯特·倍倍尔的作品或与之相关的作品
- 馬克思主義文庫：倍倍爾
- 有关奥古斯特·倍倍尔在德国经济学中央图书馆（ZBW）20世纪新闻档案中的剪报。